# Línea 1 (Maldonado)
La línea 1 es una línea de transporte colectivo del departamento de Maldonado, Uruguay. Une Punta del Este con San Carlos y es operado por la empresa CODESA.

## Paradas

### Ida
A la ida en invierno, esta línea pasa por Agencia San Carlos, Av. Rocha, Tomás Berreta, Mariano Soler, 25 de Agosto, Av. Ceberio, Carlos Seijo (ruta vieja), Ruta 39, Agencia Maldonado, Av. José Batlle y Ordóñez, Bergalli, Rincón, 3 de Febrero, 18 de Julio, Terminal, Av. Roosevelt, Av. España, Rbla. Claudio Williman (mansa), Bauprés (18), Rbla. Gral. Artigas, 2 de Febrero (10) y Capitán Miranda (7). 
En verano lo hace por Agencia San Carlos, Av. Rocha, Tomás Berreta, Mariano Soler, 25 de agosto, Av. Ceberio, Carlos Seijo (ruta vieja), Ruta 39, Agencia Maldonado, Av. José Batlle y Ordóñez, Bergalli, Rincón, 3 de Febrero, 18 de Julio, Terminal, Av. Roosevelt, Av. España, Rbla. Claudio Williman (mansa), Av. Pedragosa Sierra, Bvr. Artigas, Av. Francisco Salazar, Rbla. Gral. Artigas (brava), El Mesana (24), La Salina (9), 2 de Febrero (10), Capitán Miranda (7).

### Vuelta
Su recorrido a la vuelta es el siguiente: Capitán Miranda (7), El Foque (14), Rbla. Gral. Artigas (mansa), El Remanso (20), Rbla. Claudio Williman (mansa), Av. España, Av. Roosevelt, Explanada Terminal Maldonado, Av. Roosevelt, Av. Camacho, Dodera, Av. Lavalleja, Av. Batlle y Ordóñez, Agencia Maldonado, Ruta 39, Carlos Seijo (ruta vieja), Av. Ceberio, Carlos Reyles, Av. Rocha, Agencia San Carlos.
Al igual que el de ida, este suelte cambiar dependiendo de la estación del año.